# Дирпа (річка)
Ди́рпа (рос. Дырпа) — річка в Росії, права притока Пизепу. Протікає територією Балезінського та Кезького району Удмуртії.
Річка починається на північний схід від присілку Коршуново Балезінського району. Територією цього району річка протікає у південно-східному напрямку. В районі колишнього присілку Березовка річка повертає на південь і слугує протягом 3,5 км природним кордоном між районами. В районі присілку Верхня Дирпа річка тече територією Кезького району, а потім знову слугує природним кордоном до самого гирла, виключаючи невелику ділянку, яка знаходиться у Балезінському районі. Впадає до Пизепу в районі колишнього присілку Дирпавож. Більшість берегів річки заліснені.
Приймає декілька дрібних струмків. На самій річці та її притоках створено ставки.
Над річкою розташовано присілки Верхня Дирпа та Дирпа Кезького району.